# Omphalodes chiangii
Omphalodes chiangii là loài thực vật có hoa trong họ Mồ hôi. Loài này được L.C. Higgins mô tả khoa học đầu tiên năm 1976.